# リアル・クローズ
リアル・クローズ（英語：real clothes）
- 「現実性のある服」のこと。以下に詳述。
- 槇村さとる作の漫画作品『Real Clothes』（2006年から連載）。あるいは、同作がテレビドラマ化された『リアル・クローズ』。
- 宮城県仙台市青葉区本町にある「有限会社リアルクローズ」（2002年3月創業）。仙台ファッション協会の本部がある。
- 東京都渋谷区・大阪市心斎橋にあるスーツレンタルショップ『リアルクローズ』（2009年3月創業）。

リアル・クローズ（英語：real clothes）は、「現実性のある服」のこと。ファッション業界における言葉として使われ始めたのは1970年代であるが、当時と現在では多少の意味の違いがある。

## 沿革
高級仕立て服（オートクチュール）を制作していたフランス・パリの服飾ブランドが1960年代後半に高級既製服（プレタポルテ）に続々参入して人気を集めるようになったが、1970年代半ばにはアメリカ合衆国・ニューヨークの服飾ブランドの高級既製服が人気になった。パリのデザイナーと比べ、ニューヨークのそれの高級既製服は「着回し」ができるようなベーシックなものであったため、「現実性のある服」という意味で「リアル・クローズ」と呼ばれた。すなわち、当初の「リアル・クローズ」は、高級既製服というジャンル内における大西洋を挟んだ対比での概念であった。
1990年代半ばになると、ファッションショーやコレクションで見られるような奇抜なデザインではなく、一般庶民でも金銭的に購買可能な価格帯にあるファッション性の高い既製服を「リアル・クローズ」と言うようになった。すなわち、一般庶民にとって現実には金銭的に買えないが、流行には影響するオートクチュールおよびプレタポルテに対する概念へと変化した。
2002年（平成14年）に始まった神戸コレクション（神コレ）が始まりで、小売に直結するリアル・クローズを対象とするファッションショーが日本で多くの観衆を集める興行として成立するようになった。特に2005年（平成17年）に始まった東京ガールズコレクション（TGC）は、「日本のリアルクローズを世界へ」とのスローガンで開催され、輸出可能なかわいい文化の1つとして外務省が後押ししている。実際に、神コレやTGCが中国での興行を行っており、その他にも日本のリアル・クローズのブランドが日本文化紹介イベント（ジャパン・エキスポなど）に参加している。